# آیساتا ترائوره
آیساتا ترائوره (انگلیسی: Aissata Traoré؛ زادهٔ ۹ سپتامبر ۱۹۹۷) بازیکن فوتبال اهل مالی است.
وی همچنین در تیم ملی فوتبال Mali بازی کرده‌است.